# البندر (أحور)

تعديل مصدري - تعديل

البندر هي إحدى قرى عزلة أحور بمديرية أحور التابعة لمحافظة أبين، بلغ تعداد سكانها 473 نسمة حسب تعداد اليمن لعام 2004.